# 원인손
원인손(元仁孫, 1721년 ~ 1774년)은 조선 후기의 문신이다. 효종과 인선왕후의 딸 숙경공주의 손자로 병조판서와 이조판서를 지낸 원경하의 아들이다. 정언, 지평 등을 지내고 전라도관찰사와 대사간, 부제학, 대사성, 대사헌, 공조참판, 동지경연사, 우승지, 이조참판을 거쳐 도승지, 병조판서, 우참찬, 형조판서, 지경연사, 홍문관제학, 대사헌, 예조판서, 좌빈객, 이조판서 등을 거쳐 우의정에 올랐다. 자는 자정(子靜), 시호는 문민(文敏), 본관은 원주(原州)이다.

## 일화
18세기 투전판의 타자(打子, 투전의 고수)였는데, 전설에 따르면, 투전목 80장을 한 번 보면 섞어 뒤집어놓아도 뒷면의 그림을 다 알아맞혔다고 한다.
그 아버지 원경하가 아들이 투전하는 것을 못마땅하게 여겨 투전을 하지 못하도록 후당에 가두었다. 그러자 원인손은 투전꾼을 불러모아 병풍으로 사면을 가리고 촛불을 켜놓고는 투전에 골몰했는데, 다른 사람의 투전패를 모두 읽어내는 그 탁월한 기량에 숨어서 몰래 지켜보던 원경하가 “이것은 하늘이 낸 재주이며, 귀신의 지혜다.”(此乃天生也, 神智也)라고 탄식하고는 다시는 금하지 않았다고 한다.

## 가족 관계
- 증조부 : 원몽린(元夢麟)
  - 할아버지 : 원명구(元命龜)
    - 아버지 : 원경하(元景夏)
    - 어머니 : 신사철(申思喆)의 딸
      - 동생 : 원의손(元義孫)
      - 부인 : 남유상(南有常)의 딸

## 참고 자료
- 강명관 (2004년 1월 5일). 〈투전 노름에 날새는 줄 몰랐다 | 도박〉. 《조선의 뒷골목 풍경》 초 12쇄판. 서울: 푸른역사. ISBN 89-87787-74-5. |장=에 지움 문자가 있음(위치 18) (도움말)